# James Denton
James Thomas Denton (* 20. ledna 1963, Nashville, Tennessee, USA) je americký herec.
Mohli jsme jej vidět ve filmech Primary Colors, Face/Off nebo That Old Feeling. V roce 1997 získal roli záhadného sociopata pana Lylea v úspěšném dramatu televize NBC The Pretender. Následovaly televizní filmy Pretender 2001 a Pretender: The Island of the Haunted.
V roce 2001 byl obsazen jako protějšek Kimi Delaneyové v Philly Stevena Bochcoa na ABC a jeho vzrůstající reputace mu záhy přinesla roli speciálního agenta Jona Kilmera v Threat Matrix. Vedle vážných televizních rolí také pohostinsky vystoupil v J.A.G, Sliders, Dark Skies, Two Guys and a Girl, Ally MeBeal a The West Wing. Významnou roli obdržel v seriálu Zoufalé manželky.